# غالينا مابوتشي

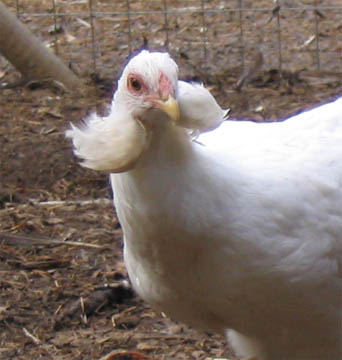
دجاج غالينا مابوتشي

غالينا مابوتشي (بالإنجليزية: Araucana)‏ هو من سلالة الدجاج المنزلية تعيش في تشيلي. هو دجاج نادر جدا في بيئة الدواجن وسعى مربين الدجاج .يشتهر بأنتاج بيض له ثلاثة الوان مختلفة احمر وابيض وأخضر.

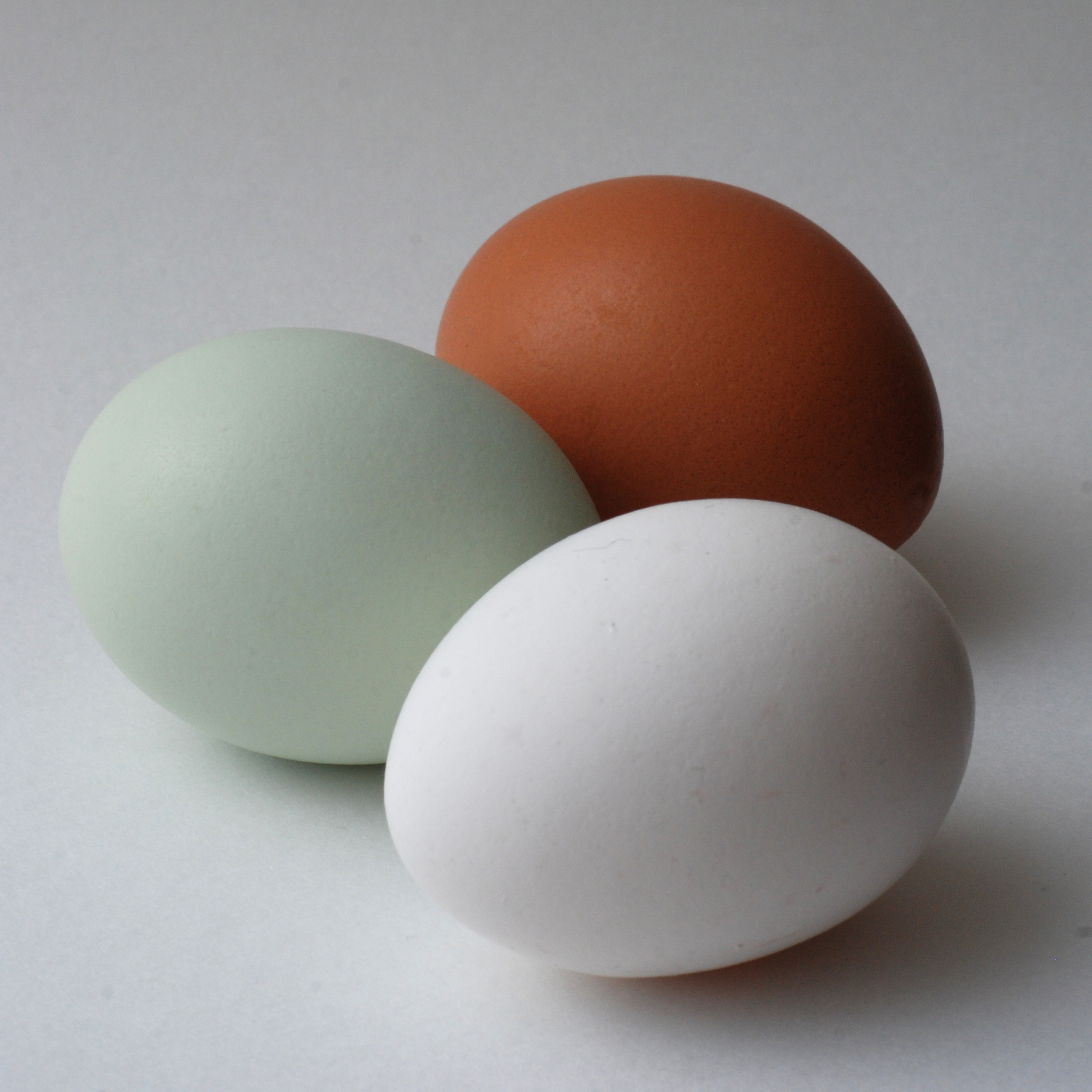
بيض دجاج غالينا مابوتشي

## طالع
- بياض الفصح